# Phil Gilbert
Phil Gilbert (* um 1925; † 2016) war ein  US-amerikanischer Jazztrompeter.
Gilbert spielte Mitte der 1940er-Jahre in der Bigband von Buddy Rich, mit der 1947 Aufnahmen für V-Disc entstanden. Mitte des folgenden Jahrzehnts war er Mitglied des Stan Kenton Orchestra, mit dem er auch in Europa tourte. 1958 begleitete er im Russ Garcia Orchestra die Sängerin Anita O’Day (Sings the Winners). 1959 arbeitete er mit Terry Gibbs in Los Angeles; Mitte der 60er bei Harry James, mit dem er u. a. auch in der Ed Sullivan Show auftrat. Im Bereich des Jazz war er zwischen 1947 und 1967 an 45 Aufnahmesessions beteiligt. Gilbert war außerdem als Musikpädagoge tätig.